# Denti (film 2000)
Denti è un film del 2000 diretto da Gabriele Salvatores, interpretato da Sergio Rubini e Anita Caprioli. Il film è tratto dall'omonimo romanzo di Domenico Starnone.

## Trama
Napoli. Antonio ha un forte complesso dovuto ai suoi incisivi, a cui imputa la colpa di rovinargli il sorriso. Una volta cresciuto si ritrova con un divorzio alle spalle e con prole; non ha inoltre un buon rapporto con l'attuale compagna, con cui in un litigio finisce per spaccarsi uno dei due incisivi. Da quel momento iniziano le sue disavventure con i dentisti, mentre ricorderà i momenti dell'infanzia. Alla fine si scopre che lui aveva una terza dentizione perfetta sotto le gengive, pertanto conclude l'esperienza traumatica coi suoi denti.